# سافتبال در المپیک تابستانی ۲۰۰۸
سافتبال در بازی‌های المپیک تابستانی ۲۰۰۸ نام رویداد ورزش سافتبال در بازی‌های المپیک تابستانی بود که در سال ۲۰۰۸ برگزار شد.